# The Taming of Big Ben
The Taming of Big Ben è un cortometraggio muto del 1912 diretto da W.P. Kellino qui al suo debutto nella regia.

## Trama
Un perdigiorno passa il tempo a litigare e a prendersela con tutti finché non arriva la moglie che lo riduce a più miti consigli.

## Produzione
Il film fu prodotto dalla EcKo.

## Distribuzione
Distribuito dalla Cosmopolitan Films, il film - un cortometraggio di 131 metri - uscì nelle sale cinematografiche britanniche nell'ottobre 1912.